# Shirley’s großes Spiel
Shirley’s großes Spiel (Originaltitel: 	Baby Take a Bow)  ist eine US-amerikanische Kriminalkomödie aus dem Jahr 1934 von Harry Lachman mit Shirley Temple, James Dunn und Claire Trevor in den Hauptrollen. Der Film wurde von der Fox Film Corporation produziert und basiert auf dem Bühnenstück Square Crooks von James P. Judge.

## Handlung
Am Tag seiner Entlassung aus dem Sing-Sing-Gefängnis trifft Eddie Ellison auf seine Verlobte Kay, die im Zug von dem moralisch fragwürdigen Detective Welch, der für Eddies Verurteilung verantwortlich ist, belästigt wurde. Ebenfalls im Zug war Larry Scott, ein Häftling auf dem Weg nach Sing Sing, der nach seiner eigenen Entlassung Eddies Freund wird. 

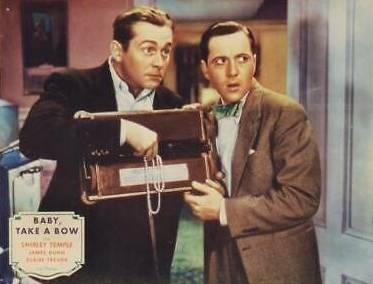
Aushangfoto mit James Dunn (l.) Und Ray Walker

Sechs Jahre später hilft Eddie Larry, einen Job als Chauffeur für seine Arbeitgeber, das wohlhabende Ehepaar Carson, zu bekommen. Kay und Eddie sind mittlerweile glücklich verheiratet und haben mit Shirley eine bezaubernde Tochter. Larry ist mit Jane, Shirleys Tanzlehrerin, verlobt. Die beiden Paare feiern Larrys neuen Job und besprechen Shirleys bevorstehende Geburtstagsparty. Am nächsten Morgen bittet der Dieb Trigger Stone, der ebenfalls in Sing Sing einsaß, Eddie und Larry, etwas zu verkaufen, das er in der Nacht zuvor gestohlen hat. Sie weigern sich, aber Welch erzählt dem Chef der National Insurance Company, dass er die Chauffeure verdächtigt, Mrs. Carsons Perlenkette in der vergangenen Nacht gestohlen zu haben, die eigentlich von Trigger gestohlen wurde. Im Haus der Carsons, erzählt Welch den Carsons von Eddies und Larrys Gefängnisakten. Als die beiden eintreffen, werden sie, obwohl sie ihre Unschuld beteuern, entlassen, weil sie ehemalige Sträflinge sind. Nachdem Shirley und Eddie auf der Geburtstagsparty einen Tanz aufgeführt haben, hören alle im Radio einen Nachrichtenbericht über den Raubüberfall. Kay und Jane sind verärgert, halten aber zu ihren Männern, als sie die Situation erklären. 
Am nächsten Morgen, als Shirley draußen spielt, gibt Trigger ihr die Perlenkette, kurz bevor sie von Polizisten verjagt wird. Shirley denkt, die Kette sei ein Geburtstagsgeschenk, und versucht, sie Eddie zu zeigen. Er ist gerade abgelenkt, deshalb steckt sie die Kette in seine Tasche und sagt ihm, er solle sie suchen. Welch erscheint und durchsucht die Wohnung. Als er Shirleys Zimmer durchsucht, findet Eddie die Kette in seiner Tasche. Er ahnt, woher sie kam, und versteckt sie in der Kaffeekanne. Nachdem Shirley sie dort gefunden hat, legt Eddie sie in den Teppichkehrer, den die Putzfrau Anna in den Müll entleert. Kay kommt nach Hause, erfährt von der Kette und versucht, den Kehrer zu öffnen, als Welch zurückkommt. Er öffnet den Kehrbesen selbst, stellt jedoch fest, dass er leer ist. Nachdem Welch gegangen ist, durchsuchen Eddie, Larry, Kay und Jane das Wohnhaus nach der Halskette, während die Polizei gleichzeitig nach Trigger sucht. Als Trigger in die Wohnung kommt und Eddie mit einer Waffe bedroht, kann ihn Eddie überlisten und fesseln. Eddie eilt los, um die Polizei zu holen, während Shirley die Halskette unten in der Mülltonne findet. Sie geht nach oben, um sie Eddie zu zeigen, findet aber stattdessen Trigger, der sie überredet, ihn loszubinden. Eddie, Kay und die Polizei hören Shirley schreien, als Trigger die Halskette schnappt. Als sie hineinstürmen, nimmt er das Kind als Geisel und klettert auf das Dach. Dort schießt er Eddie an, wird aber dennoch von ihm gefangen genommen. Shirley holt die Halskette aus Triggers Tasche, der Polizist Flannigan verspricht ihr die Belohnung von 5.000 Dollar. Der verärgerte Welch, der Eddie nun doch nicht verhaften kann, wird von Flannigan zurechtgewiesen, woraufhin Welch vor Schreck durch ein Dachfenster fällt und auf einem Federbett in der Wohnung darunter landet.

## Hintergrund
Gedreht wurde der Film vom 9. April bis zum 21. Mai 1934.
Laut Dokumenten aus dem Archiv der 20th Century Fox, dem Nachfolger von Fox Film, verzichtete William Conselman „auf jegliche Nennung“ seiner Mitarbeit am Drehbuch des Films. Die Figur „Mr. Carson“ wird im Film und im urheberrechtlich geschützten Material sowohl als „Joseph“ als auch als „Stuart“ bezeichnet. 
Der Film durfte in Deutschland nicht gezeigt werden, obwohl die deutsche Zensur keinen Grund für das Verbot nannte. Presseberichten zufolge erhielt Fox viele Briefe von Fans und Frauenorganisationen, die gegen die Darstellung von Shirley Temple in Filmen protestierten, in denen sie „mit Gaunern zu tun hat“.
Das im Film aufgeführte Lied On Accounta I Love You stammte von Bud Green und Sam H. Stept.
Der Film ist ein Remake des 1928 von Fox produzierten Stummfilms Square Crooks von Lewis Seiler.
Er ist der dritte Film, der von der Motion Picture Association mit einem Zertifikat ausgestattet wurde, mit dem die Einhaltung des Hays Codes bestätigt wurde.
Duncan Cramer war für das Szenenbild zuständig. Verantwortlicher Toningenieur war George Leverett. Sol M. Wurtzel war einer der ausführenden Produzenten, Arthur E. Arling Kameraführer, Samuel Kaylin der musikalische Direktor, Sammy Lee Choreograf der Tanznummer.

## Veröffentlichung
Die Premiere des Films fand am 30. Juni 1934 statt. In Österreich wurde er unter dem Titel Das Millionenbaby gezeigt.

## Kritiken
Der Filmkritiken-Aggregator Rotten Tomatoes hat in einer Auswertung von über 2500 User-Kritiken ein Publikumsergebnis von 70 Prozent positiver Bewertungen ermittelt.
Der Kritiker des TV Guide beschrieb den Film als Mischung aus Sentimentalität und Melodram. Er gab den Ratschlag, die Geschichte zu vergessen und sich an dem Kinderstar in einer ihrer unterhaltsamsten Rollen zu erfreuen.